# Natação artística no Campeonato Europeu de Esportes Aquáticos de 2018 - Rotina livre solo
A prova da rotina livre solo da natação artística no Campeonato Europeu de Esportes Aquáticos de 2018 ocorreu nos dias 5 e 7 de agosto no Scotstoun Stadium, em Glasgow no Reino Unido. 

## Calendário
| Fase       | Data        | Hora  |
| ---------- | ----------- | ----- |
| Preliminar | 5 de agosto | 09:00 |
| Final      | 7 de agosto | 13:00 |

Todos os horários estão no horário local (UTC+0)

## Medalhistas
| Ouro                         | Prata               | Bronze                  |
| Svetlana Kolesnichenko (RUS) | Linda Cerruti (ITA) | Yelyzaveta Yakhno (UKR) |

## Resultados
Esses foram os resultados da competição.
| Pos.              | Nadadora               | Nacionalidade | Preliminar | Preliminar | Final   | Final |
| Pos.              | Nadadora               | Nacionalidade | Pontos     | Pos.       | Pontos  | Pos.  |
| ----------------- | ---------------------- | ------------- | ---------- | ---------- | ------- | ----- |
| Medalha de ouro   | Svetlana Kolesnichenko | Rússia        | 95.5333    | 1          | 94.9333 | 1     |
| Medalha de prata  | Linda Cerruti          | Itália        | 91.3000    | 3          | 92.5000 | 2     |
| Medalha de bronze | Yelyzaveta Yakhno      | Ucrânia       | 92.9333    | 2          | 92.1333 | 3     |
| 4                 | Iris Tió               | Espanha       | 89.2667    | 4          | 89.6000 | 4     |
| 5                 | Evangelia Platanioti   | Grécia        | 89.0667    | 5          | 89.4000 | 5     |
| 6                 | Eve Planeix            | França        | 86.5000    | 6          | 87.3000 | 6     |
| 7                 | Vasiliki Alexandri     | Áustria       | 85.8667    | 7          | 86.0333 | 7     |
| 8                 | Vasilina Khandoshka    | Bielorrússia  | 85.5333    | 8          | 85.9333 | 8     |
| 9                 | Kate Shortman          | Reino Unido   | 84.2000    | 9          | 84.7333 | 9     |
| 10                | Lara Mechnig           | Liechtenstein | 83.0000    | 10         | 83.8000 | 10    |
| 11                | Marlene Bojer          | Alemanha      | 80.9667    | 12         | 82.1000 | 11    |
| 12                | Vivienne Koch          | Suíça         | 81.7667    | 11         | 81.8000 | 12    |
| 13                | Szofi Kiss             | Hungria       | 79.2333    | 13         |         |       |
| 14                | Nada Daabousová        | Eslováquia    | 78.9333    | 14         |         |       |
| 15                | Alžběta Dufková        | Chéquia       | 78.2667    | 15         |         |       |
| 16                | Defne Bakırcı          | Turquia       | 77.8333    | 16         |         |       |
| 17                | Aleksandra Atanasova   | Bulgária      | 75.5333    | 17         |         |       |
| 18                | Swietłana Szczepańska  | Polónia       | 74.5000    | 18         |         |       |
| 19                | Nevena Dimitrijević    | Sérvia        | 74.3333    | 19         |         |       |